# اشتفان هوکه
اشتفان هوکه (انگلیسی: Stephan Hocke؛ زادهٔ ۲۰ اکتبر ۱۹۸۳) اسکی‌باز پرش اهل آلمان است.